# Used to Love You
"Used to Love You" é uma canção da cantora norte-americana Gwen Stefani, gravada para o seu terceiro álbum de estúdio This Is What the Truth Feels Like (2016). Foi composta pela própria com auxílio de Justin Tranter, Julia Michaels, J. R. Rotem e Teal Douville, com a produção a cargo de Rotem. O seu lançamento ocorreu a 20 de outubro de 2015, como primeiro single oficial do disco após o fraco desempenho comercial das faixas de trabalho antecessoras, "Baby Don't Lie" e "Spark the Fire".

## Faixas e formatos
| Descarga digital |                    |         |  |
| N.º              | Título             | Duração |  |
| 1.               | "Used to Love You" | 3:47    |  |

| Descarga digital (MAIZE Remix) ) |                                  |         |  |
| N.º                              | Título                           | Duração |  |
| 1.                               | "Used to Love You (MAIZE Remix)" | 3:32    |  |

## Desempenho nas tabelas musicais

### Posições
| Tabela musical (2015-2016)                      | Melhor posição |
| ----------------------------------------------- | -------------- |
| Austrália - ARIA Singles Chart                  | 58             |
| Canadá - Canadian Hot 100                       | 57             |
| Canadá - Canada AC                              | 30             |
| Canadá - Canada CHR/Top 40                      | 37             |
| Canadá - Canada Hot AC                          | 31             |
| Croácia - Airplay Radio Chart                   | 33             |
| Estados Unidos - Billboard Hot 100              | 52             |
| Estados Unidos - Adult Contemporary (Billboard) | 21             |
| Estados Unidos - Adult Top 40 (Billboard)       | 10             |
| Estados Unidos - Mainstream Top 40 (Billboard)  | 21             |
| Reino Unido - UK Singles Chart                  | 157            |